# Badra Gounba
Badra Gounba, né le 14 août 1981 ou 1982 à Soukhoumi, est un homme politique abkhaze. Il est élu président de la république d'Abkhazie lors de l'élection présidentielle de 2025.

## Biographie
Badraa Gounba est titulaire d'un diplôme en comptabilité et d'un doctorat en sciences économiques. 
En octobre 2011, il est nommé ministre de la Culture et de la Préservation du patrimoine historique et culturel au sein du gouvernement d'Alexandre Ankvab. Il quitte ses fonctions en octobre 2014, remplacé par Elvira Arsalia.
Badra Gounba est vice-président d'Abkhazie à partir du 23 avril 2020, après avoir été élu comme colistier d'Aslan Bjania lors de l'élection présidentielle de 2020. Le 19 novembre 2024, il est nommé président de la république d'Abkhazie par intérim, après la démission d'Aslan Bjania à la suite de manifestations populaires, en attendant l'organisation de nouvelles élections.
Il est candidat à sa propre succession lors de l'élection présidentielle de 2025. Vu comme le représentant d'une politique de continuité, il est soutenu par la Russie qui missionne Sergueï Kirienko pour favoriser son élection. Le 1er mars 2025, il est élu président de la république d'Abkhazie avec 54,73 % des voix, selon les résultats officiels.